# Olympische Geschichte Naurus
| Gelbes Symbol für Goldmedaillen mit stilisierten Olympischen Ringen | Graues Symbol für Silbermedaillen mit stilisierten Olympischen Ringen | Braundes Symbol für Bronzemedaillen mit stilisierten Olympischen Ringen |
| ------------------------------------------------------------------- | --------------------------------------------------------------------- | ----------------------------------------------------------------------- |
| —                                                                   | —                                                                     | —                                                                       |

Nauru, dessen NOK, das Nauru Olympic Committee, 1990 gegründet wurde, nimmt seit 1996 an Olympischen Sommerspielen teil. An Winterspielen nahm bislang kein Athlet der Pazifikinsel teil. Jugendliche Athleten wurden zu allen bislang ausgetragenen Jugend-Sommerspielen geschickt.
Medaillen konnten Sportler und Sportlerinnen Naurus nicht gewinnen.

## Allgemeine Übersicht

### Olympische Spiele

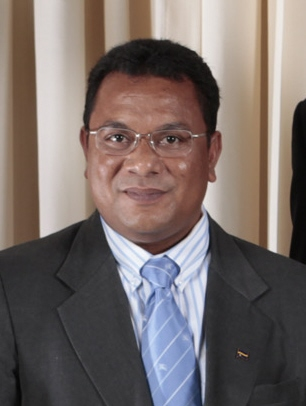
Marcus Stephen (2009)

Die erste Olympiamannschaft Naurus bestand 1996 aus den drei Gewichthebern Marcus Stephen, Quincy Detenamo und Gerard Garabwan, die somit am 21. Juli 1996 zu den ersten nauruischen Olympioniken wurden. Marcus Stephen war allerdings schon zum zweiten Mal bei Olympischen Spielen dabei. 1992 hatte er die samoanische Staatsbürgerschaft angenommen und war für Samoa angetreten. 1993, nach der Gründung des nauruischen NOKs, nahm er wieder seine ursprüngliche Staatsbürgerschaft an und nahm 1996 in Atlanta und 2000 in Sydney für Nauru teil. Gewichtheberin Sheeva Peo war am 22. September 2000 die erste Frau aus Nauru bei Olympischen Spielen.
2012 nahm erstmals ein nauruischer Judoka teil, bei den Spielen in Tokio folgte 2021 der erste Leichtathlet.

### Olympische Jugendspiele
Mit vier Jugendlichen nahm Nauru an den Jugend-Sommerspielen 2010 in Singapur teil. Zwei Jungen und zwei Mädchen traten in den Sportarten Leichtathletik, Boxen und Gewichtheben an. Der Boxer Dj Maaki gewann im Fliegengewicht die Silbermedaille.
2014 in Nanjing nahmen zwei jugendliche Athleten, ein Junge und Mädchen, teil. Sie traten in der Leichtathletik und im Gewichtheben an.

## Übersicht der Teilnahmen

### Sommerspiele
| Jahr      | Athleten           | Athleten           | Athleten           | Sportarten         | Sportarten         | Sportarten         | Medaillen          | Medaillen          | Medaillen          | Medaillen          | Rang               |
| Jahr      | Gesamt             |                    |                    |                    |                    |                    |                    |                    |                    | Medaillen – Gesamt | Rang               |
| --------- | ------------------ | ------------------ | ------------------ | ------------------ | ------------------ | ------------------ | ------------------ | ------------------ | ------------------ | ------------------ | ------------------ |
| 1896–1992 | nicht teilgenommen | nicht teilgenommen | nicht teilgenommen | nicht teilgenommen | nicht teilgenommen | nicht teilgenommen | nicht teilgenommen | nicht teilgenommen | nicht teilgenommen | nicht teilgenommen | nicht teilgenommen |
| 1996      | 3                  | 3                  | 0                  | 3                  |                    |                    |                    |                    |                    |                    |                    |
| 2000      | 2                  | 1                  | 1                  | 2                  |                    |                    |                    |                    |                    |                    |                    |
| 2004      | 3                  | 2                  | 1                  | 3                  |                    |                    |                    |                    |                    |                    |                    |
| 2008      | 1                  | 1                  | 0                  | 1                  |                    |                    |                    |                    |                    |                    |                    |
| 2012      | 2                  | 2                  | 0                  | 1                  | 1                  |                    |                    |                    |                    |                    |                    |
| 2016      | 2                  | 2                  | 0                  | 1                  | 1                  |                    |                    |                    |                    |                    |                    |
| 2020      | 2                  | 1                  | 1                  | 1                  |                    | 1                  |                    |                    |                    |                    |                    |
| 2024      | 1                  | 1                  | 0                  |                    |                    | 1                  |                    |                    |                    |                    |                    |
| Gesamt    | Gesamt             | Gesamt             | Gesamt             | Gesamt             | Gesamt             | Gesamt             | 0                  | 0                  | 0                  | 0                  |                    |

### Winterspiele
| Jahr      | Athleten           | Athleten           | Athleten           | Sportarten         | Medaillen          | Medaillen          | Medaillen          | Medaillen          | Medaillen          |
| Jahr      | Gesamt             |                    |                    | Sportarten         |                    |                    |                    | Medaillen – Gesamt | Rang               |
| --------- | ------------------ | ------------------ | ------------------ | ------------------ | ------------------ | ------------------ | ------------------ | ------------------ | ------------------ |
| 1924–2022 | nicht teilgenommen | nicht teilgenommen | nicht teilgenommen | nicht teilgenommen | nicht teilgenommen | nicht teilgenommen | nicht teilgenommen | nicht teilgenommen | nicht teilgenommen |
| Gesamt    | Gesamt             | Gesamt             | Gesamt             | Gesamt             | 0                  | 0                  | 0                  | 0                  | -                  |

### Jugend-Sommerspiele
| Jahr   | Athleten | Athleten | Athleten | Sportarten | Sportarten | Sportarten | Sportarten | Medaillen | Medaillen | Medaillen | Medaillen          | Medaillen |
| Jahr   | Gesamt   |          |          |            |            |            |            |           |           |           | Medaillen – Gesamt | Rang      |
| ------ | -------- | -------- | -------- | ---------- | ---------- | ---------- | ---------- | --------- | --------- | --------- | ------------------ | --------- |
| 2010   | 4        | 2        | 2        | 1          | 1          | 2          |            |           | 1         |           | 1                  | 74        |
| 2014   | 2        | 1        | 1        |            | 1          | 1          |            |           |           |           |                    |           |
| 2018   | 5        | 3        | 2        | 1          | 2          | 1          | 1          |           |           |           |                    |           |
| Gesamt | Gesamt   | Gesamt   | Gesamt   | Gesamt     | Gesamt     | Gesamt     | Gesamt     | 0         | 1         | 0         | 1                  |           |

### Jugend-Winterspiele
| Jahr      | Athleten           | Athleten           | Athleten           | Sportarten         | Medaillen          | Medaillen          | Medaillen          | Medaillen          | Medaillen          |
| Jahr      | Gesamt             |                    |                    | Sportarten         |                    |                    |                    | Medaillen – Gesamt | Rang               |
| --------- | ------------------ | ------------------ | ------------------ | ------------------ | ------------------ | ------------------ | ------------------ | ------------------ | ------------------ |
| 2012–2024 | nicht teilgenommen | nicht teilgenommen | nicht teilgenommen | nicht teilgenommen | nicht teilgenommen | nicht teilgenommen | nicht teilgenommen | nicht teilgenommen | nicht teilgenommen |
| Gesamt    | Gesamt             | Gesamt             | Gesamt             | Gesamt             | 0                  | 0                  | 0                  | 0                  | -                  |

## Medaillengewinner

### Goldmedaillen
Bislang (Stand 2024) keine Goldmedaille

### Silbermedaillen
Bislang (Stand 2024) keine Silbermedaille

### Bronzemedaillen
Bislang (Stand 2024) keine Bronzemedaille